# Stob Coir’ an Albannaich

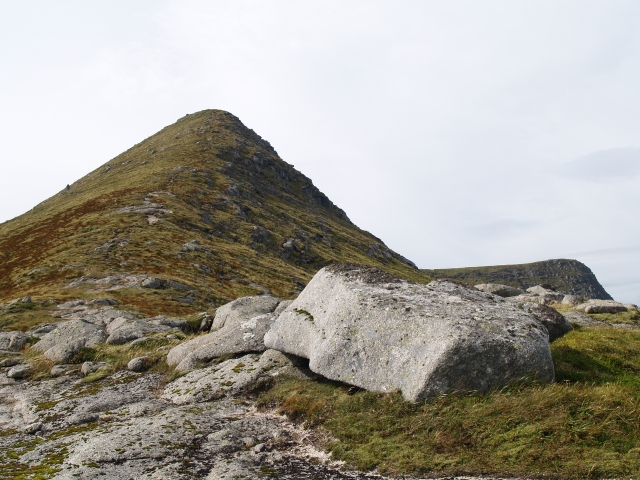
Blick vom Ostgrat zum Gipfel

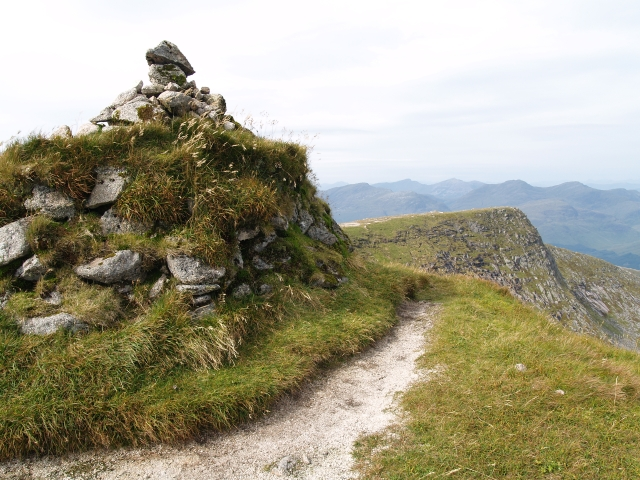
Steinmann auf dem Gipfel des Stob Coir’ an Albannaich

Der Stob Coir’ an Albannaich ist ein 1044 Meter hoher Berg in den schottischen Highlands. Sein gälischer Name kann etwa mit Spitze des Kars der Schotten übersetzt werden. Der Berg liegt auf der Grenze zwischen den Council Areas Highland und Argyll and Bute. Er ist als Munro eingestuft.

## Beschreibung
Auf der südlichen Talseite von Glen Etive liegend bildet der Stob Coir’ an Albannaich einen Teil einer sich von Rannoch Moor bis zum Loch Etive erstreckenden Kette von Bergen, die beginnend mit dem Stob a’ Choire Odhair im Osten und im Westen am Ben Starav endend, mehrere Munros umfasst. Direkter östlicher Nachbar ist der Meall nan Eun, nach Westen schließt der Glas Bheinn Mhòr an. Der Stob Coir’ an Albannaich ist ein komplexer und vor allem nach Norden und Südosten relativ schroffer Berg. Sein Gipfelgrat verläuft s-förmig von Norden zum höchsten Punkt, dann nach Osten und schließlich nach Südosten. Nach Nordwesten schließt sich ein weiterer Grat an, der wie ein Hufeisen um das tief eingeschnittene Coire Glas verläuft und in den vorgelagerten, 825 Meter hohen Gipfel des Beinn Chaorach übergeht.  Nach Süden verlaufen vom Gipfelbereich mehrere Kare, die in das nach Süden verlaufende Glen Kinglass münden.  

## Aufstieg
Viele Munro-Bagger kombinieren eine Besteigung des Stob Coir’ an Albannaich mit einer Besteigung eines seiner Nachbarn. Es bestehen mehrere Möglichkeiten des Aufstiegs. Die kürzesten Möglichkeiten beginnen im Glen Etive nördlich des Berges. Ausgangspunkt ist die ehemalige Farm Coileitir. Anstiegsmöglichkeiten bestehen von dort sowohl über den Beinn Chaorach und den Nordwestgrat als auch durch die beiden Kare, die den Stob Coir’ an Albannaich von seinen Nachbarn trennen. Auf beiden Seiten des Berges ist er über Bealachs mit seinen Nachbarn verbunden, die auf der Westseite durch das Tal des Allt Choire Dhuibh und anschließend des Allt Mheuran sowie auf der Ostseite durch das Tal des Allt Ceitlein erreicht werden können. Wesentlich länger sind die Aufstiegsmöglichkeiten von Osten, Ausgangspunkt ist die Victoria Bridge am West Highland Way, am Westende von Loch Tulla.